# Brahmidia ardjoeno
Brahmidia ardjoeno är en fjärilsart som beskrevs av Kalis. 1934. Brahmidia ardjoeno ingår i släktet Brahmidia och familjen Brahmaeidae. Inga underarter finns listade i Catalogue of Life.